# Wharton Street

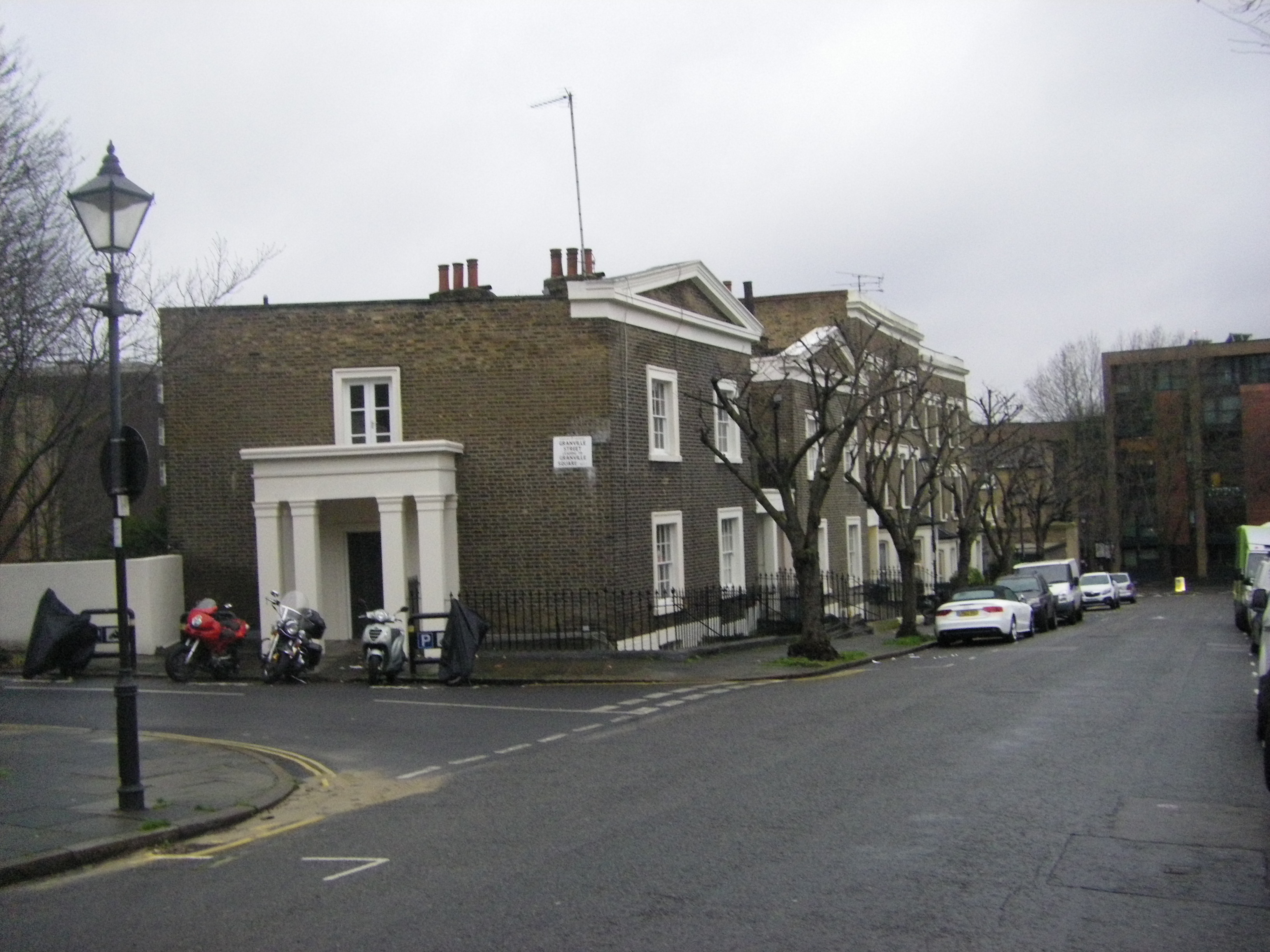
Blick auf das untere Ende der Wharton Street. Das Haus links an der Abzweigung zur Granville Street ist die heutige Nummer 44.

Die Wharton Street ist eine Straße im Londoner Stadtviertel Pentonville, das seit 1965 zum Bezirk Islington gehört. 
Die Straße verläuft zwischen der King’s Cross Road im Westen und der Fernsburg Street im Osten, wo die Wharton Street durch den Lloyd Square verlängert wird. Von der Wharton Street gibt es lediglich zwei Abzweigungen: die Granville Street in südlicher und der Prideaux Place in nördlicher Richtung. 

## Berühmte Anwohner

### George du Maurier
In dem Haus Nummer 44, Wharton Street, lebte der 1834 in Paris geborene Schriftsteller und Zeichner George du Maurier zwischen 1851 und 1856, zunächst mit seinem Vater und später auch mit Mutter und Schwester. 
Doch George du Maurier alias Kicky fühlte sich hier nie wohl und vermisste die gewohnte Umgebung von Paris. In ihrer Familienchronologie The Du Mauriers schrieb seine Enkelin Daphne du Maurier: Nummer 44, Wharton Street, Pentonville, war ein Ort, der sich sehr von der Rue du Bac in Paris unterschied, und Kicky fragte sich, wie man es hier überhaupt aushalten konnte.
Sein Vater erlitt herbe berufliche Rückschläge und George du Maurier hatte noch immer keine Anstellung gefunden, so dass die Familie vom kargen Einkommen seiner Mutter abhängig und entsprechend verschuldet war. Insofern stellte George du Maurier den Wohnsitz der Familie grundsätzlich in Frage: Seit wir in London sind, hatten wir nichts als Ärger und Scherereien. Alles ging schief. Es war ein ständiger Kampf gegen den Strom. Wir alle waren in Paris so glücklich. In meinen Gedanken werde ich dieses Haus stets hassen. Es hat uns von Anfang an nur Pech gebracht. Nummer 44. Ich werde mich immer daran erinnern: die 44 ist eine Unglückszahl. Oh mein Gott, warum sind wir jemals aus Paris weggegangen und hierher gekommen?
Seine negativen Emotionen gegen diesen Wohnort wurden noch verstärkt, nachdem sein Vater ernsthaft erkrankte: Wenn wir doch bloß zurückgehen und wieder in der Rue de Passy leben könnten und alles wieder so wie früher wäre. Bald darauf starb sein Vater in dem Haus Nummer 44 und der Rest der Familie zog nach seinem Tode umgehend aus. George du Maurier kehrte nach Paris zurück und studierte dort Kunst. 1860 kam er nach London zurück und lebte dort bis zu seinem Tode im Jahr 1896.

### Andere Personen
Sir Charles Lilley (1827–1897), der von 1868 bis 1870 Premierminister von Queensland war, lebte in den 1850er Jahren in der Wharton Street am Lloyd Square.
Mindestens zwischen 1881 und 1895 lebte der Aquatinta-Künstler Henry A. Papprill (1816–1903) in dem Haus Nummer 37, Wharton Street.